# Hydractinia multispina
Hydractinia multispina är en nässeldjursart som beskrevs av John Fraser 1938. Hydractinia multispina ingår i släktet Hydractinia och familjen Hydractiniidae. Inga underarter finns listade i Catalogue of Life.